# Estrela de Prata
Estrela de Prata é a terceira mais alta condecoração militar que pode ser concedida a um membro de qualquer ramo das Forças Armadas dos Estados Unidos. É também o terceiro maior prêmio dado por valor (em face do inimigo).
A Estrela de Prata é concedida por bravura em ação contra um inimigo dos Estados Unidos que não justificaria o recebimento de uma Cruz de Serviço Distinto. Pode ser concedida a qualquer pessoa que, servindo em qualquer unidade das Forças Armadas dos Estados Unidos, distingue-se por si própria ou por extraordinário heroísmo que envolva uma das seguintes ações:
- Em ação contra um inimigo dos Estados Unidos.
- Enquanto envolvido em operações militares que envolvem conflito com uma força inimiga estrangeira.
- Enquanto servindo a forças amigas, engajado em conflitos armados contra uma força armada opositora na qual os Estados Unidos não são uma das partes beligerantes.

## Condecorados
- Afonso de Mello, Soldado, Exército Brasileiro - concedida durante a 2ª Guerra Mundial.
- Alexandre Zacharias de Assumpção, General do Exército brasileiro, comandante da base aérea de Natal, durante a 2a Guerra Mundial.
- Zacarias Izidoro Cardoso, Sargento, Exército Brasileiro - concedida durante a 2ª Guerra Mundial.
- Apollo Miguel Rezk, Major, Exército Brasileiro - concedida durante a 2ª Guerra Mundial.
- Rubens Hesstel, General, Exército Brasileiro - concedida durante a 2ª Guerra Mundial.
- Marcílio Luiz Pinto, Cabo, Exército Brasileiro - concedida durante a 2ª Guerra Mundial.
- Ernani Ayrosa da Silva, General, Exército Brasileiro - concedida durante a 2ª Guerra Mundial.
- Joseph H. Albers
- John R. Alison
- William Brantley Aycock
- Peter John Badcoe (oak leaf cluster)
- Antonio Rodriguez Balinas
- Olinto Barsanti
- Cesar Basa
- Harry F. Bauer
- Richard Louis
- Charles Alvin Beckwith
- Rafael Celestino Benitez
- Albert Blithe
- Richard Bong
- Bruce Godfrey Brackett
- Maurice L. Britt
- Arleigh Burke
- Jess Cain
- Agustin Ramos Calero
- Johnny Checketts
- David Christian
- Nestor Chylak
- Wesley Clark
- Max Cleland
- Lynn Compton
- Louis Cukela
- Roy M. Davenport
- Juan Cesar Cordero Davila
- Benjamin O. Davis Jr.
- Ray Davis
- James H. Doolittle
- Hugh A. Drum
- Charles Durning
- Graves B. Erskine
- Joseph A. Farinholt
- Wayne Fisk
- Ronald Fogleman
- Guy Gabaldon
- James M. Gavin
- Hobart R. Gay
- Jerauld R. Gentry
- John J. Gilligan
- David L. Grange (three awards)
- John Campbell Greenway
- William Guarnere
- Ed Guthman
- David H. Hackworth (Ten awards)
- Alexander Haig
- Iceal Hambleton
- Edward Hardin
- Tom Harmon
- Raymond Harvey
- Carlos N. Hathcock II
- Sterling Hayden
- Diego E. Hernandez
- Clifford B. Hicks
- Daniel J. Hill
- David Lee "Tex" Hill
- Tony Hillerman

- Lucius Roy Holbrook
- Gordon Pai'ea Chung-Hoon
- Joe R. Hooper
- Clifton James
- Lyndon B. Johnson
- James L. Jones
- John Forbes Kerry
- Charles C. Krulak
- Ben Lear
- John C. H. Lee
- Homer Litzenberg
- Douglas MacArthur
- Louis de Maigret
- Peyton C. March
- Richard Marcinko
- George Marshall
- Richard Marshall
- John McCain
- Sid McMath
- Merrill A. McPeak
- Charles B. McVay III
- Daniel J. Miller
- Michael A. Monsoor
- Cliff Montgomery
- Audie Murphy
- Raymond Murray (four awards)
- Bismarck Myrick
- Oliver North
- Mike O'Callaghan
- Eric T. Olson
- George S. Patton
- George Patton IV
- Keith Payne
- Basil L. Plumley
- Harvey Possinger
- Charles E. Potter
- Tommy Prince
- Chesty Puller
- Edward F. Rector
- Stephen C. Reich
- Karl W. Richter
- Pedro Rodriguez
- Robert Rosenthal
- Barney Ross
- Dick Rutan
- Paul Saunders
- Leonard T. Schroeder Jr.
- Arthur D. Simons
- Rodger W. Simpson
- H. Norman Schwarzkopf
- Sidney Shachnow
- Frederick W. Smith
- Oliver Prince Smith
- Ronald Speirs
- John Stebbins
- James Stockdale
- George L. Street III
- Samuel D. Sturgis Jr.
- Richard K. Sutherland
- Pat Tillman
- Michel Thomas
- William F. Train II
- Paul K. Van Riper
- Humbert Roque Versace
- Donald Walters
- John T. Walton
- Billy Waugh
- Jim Webb
- Jerauld Wright
- Tahsin Yazıcı
- Chuck Yeager
- Elton Younger
- Douglas A. Zembiec
- Xavier Moura J

- Chris Kyle

- Francis Gary Powers